# Lost in Transition
| Оценки критиков           | Оценки критиков |
| Источник                  | Оценка          |
| ------------------------- | --------------- |
| AllMusic                  | [ 1 ]           |
| Christianity Today        | [ 2 ]           |
| Jesus Freak Hideout       | [ 3 ]           |
| NewReleaseTuesday.com     | [ 4 ]           |
| The Phantom Tollbooth.org | [ 5 ]           |
| UnderTheGunReview.net     | [ 6 ]           |

Lost In Transition — шестой студийный альбом американской группы Sixpence None the Richer, выпущенный 7 августа 2012 года на лейбле Tyger Jim. Это первый альбом, состоящий преимущественно из оригинального материала, с альбома 2002 года Divine Discontent. В промежуточный период было записано несколько новых треков для альбома лучших хитов, несколько сольных проектов вокалистки Ли Нэш, альбом 2008 года, содержащий в основном рождественские стандарты, и мини-альбом «My Dear Machine». Песни «My Dear Machine», «Sooner Than Later» и «Give It Back» (под названием «Amazing Grace (Give it Back)») вошли в EP, хотя две последние были полностью перезаписаны. Хотя они не классифицируются как кантри, несколько песен имеют стиль кантри в своём звучании, особенно треки «Sooner Than Later» и «Go Your way» во второй половине альбома. Ли Нэш, выросшая в Техасе, в 2015 году выпустила сольный кантри-альбом под названием The State I’m In.

## Список композиций
| №                   | Название                  | Автор(ы)                  | Длительность |
| ------------------- | ------------------------- | ------------------------- | ------------ |
| 1.                  | «My Dear Machine»         | Slocum, Jamieson, Tashian | 2:48         |
| 2.                  | «Radio»                   | Slocum, Ashworth          | 3:33         |
| 3.                  | «Give It Back»            | Slocum, Nash, Fitchuk     | 4:46         |
| 4.                  | «Safety Line»             | Slocum, Shive             | 4:37         |
| 5.                  | «When You Call Me»        | Nash, Wilson              | 3:23         |
| 6.                  | «Should Not Be This Hard» | Slocum, Wilson            | 3:15         |
| 7.                  | «Go Your Way»             | Slocum, Ashworth          | 3:15         |
| 8.                  | «Failure»                 | Slocum                    | 3:32         |
| 9.                  | «Don't Blame Yourself»    | Slocum, Ashworth          | 3:38         |
| 10.                 | «Stand My Ground»         | Nash, Wilson              | 2:39         |
| 11.                 | «Sooner Than Later»       | Nash, Wilson              | 3:35         |
| 12.                 | «Be OK»                   | Slocum, Jamieson, Tashian | 2:50         |
| Общая длительность: | Общая длительность:       | Общая длительность:       | 41:49        |

| №                   | Название            | Автор(ы)            | Длительность |
| ------------------- | ------------------- | ------------------- | ------------ |
| 13.                 | «I Do»              | Slocum              | 3:54         |
| Общая длительность: | Общая длительность: | Общая длительность: | 45:43        |